# Knoten St. Pölten
Der Knoten St. Pölten ist ein Verkehrsknoten in Form eines Autobahndreiecks und verbindet die West Autobahn (A1) mit der Kremser Schnellstraße (S33), die an ihm beginnt. Er liegt an der Grenze zwischen der namensgebenden Stadt St. Pölten und Pyhra. Ihn passieren täglich, je nach Wochentag, 65.000 bis 85.000 Fahrzeuge.

## Geschichte
Der Knoten St. Pölten wurde am 18. November 1981 für den Verkehr freigegeben, gemeinsam mit den ersten zwei Kilometern der Kremser Schnellstraße bis St. Pölten-Ost und vier Kilometern bei Traismauer. Die Gesamtkosten für diesen Bauabschnitt betrugen 313 Mio. Schilling, was heute etwa 55 Mio. Euro entspricht.
Ursprünglich war geplant die Traisental Schnellstraße (S34) am Knoten St. Pölten zu beginnen, nach den aktuellen Planungen wird jedoch westlich von St. Pölten ein neuer Knoten geschaffen.

## Galerie

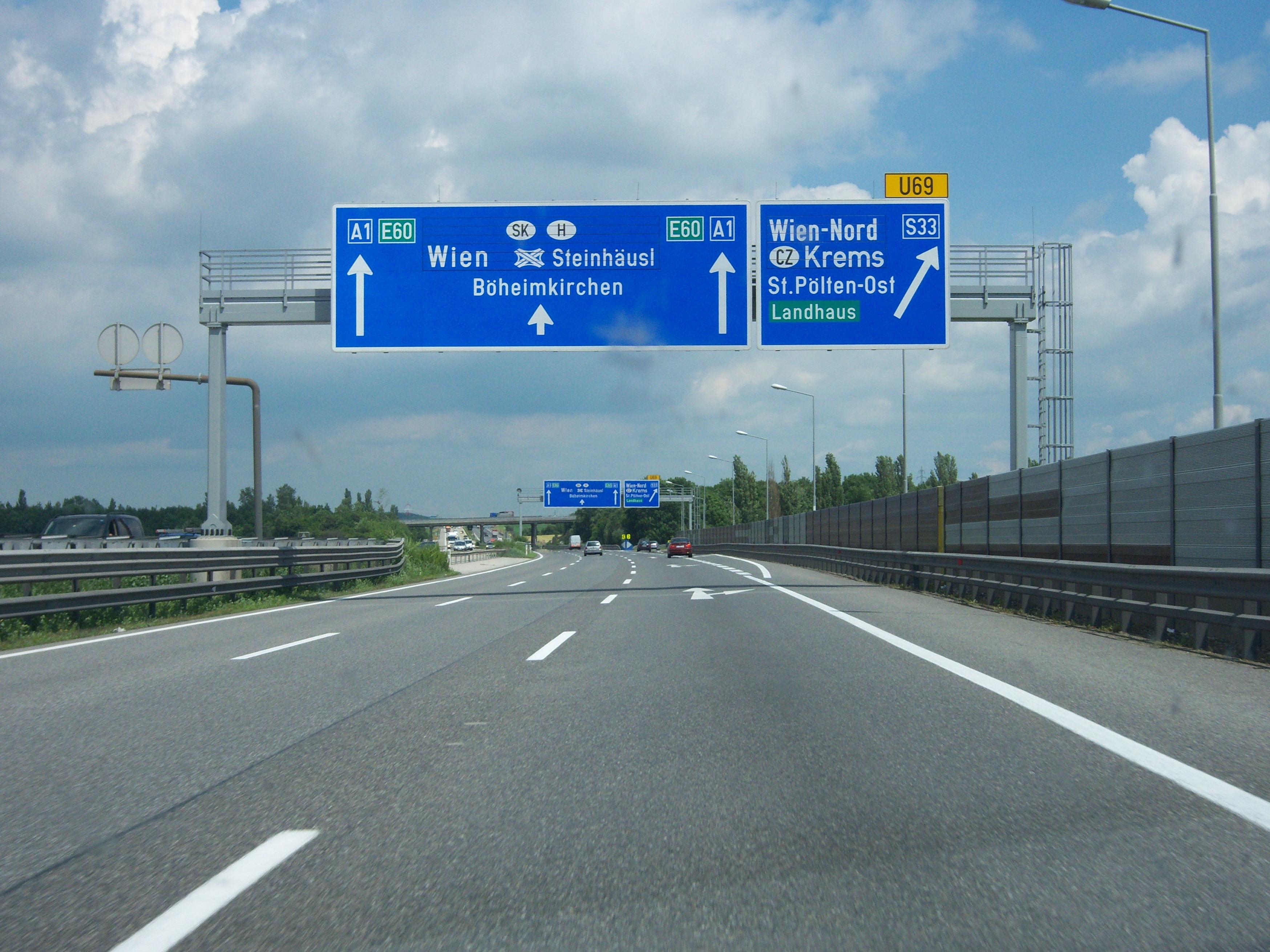
A1 Richtung Wien
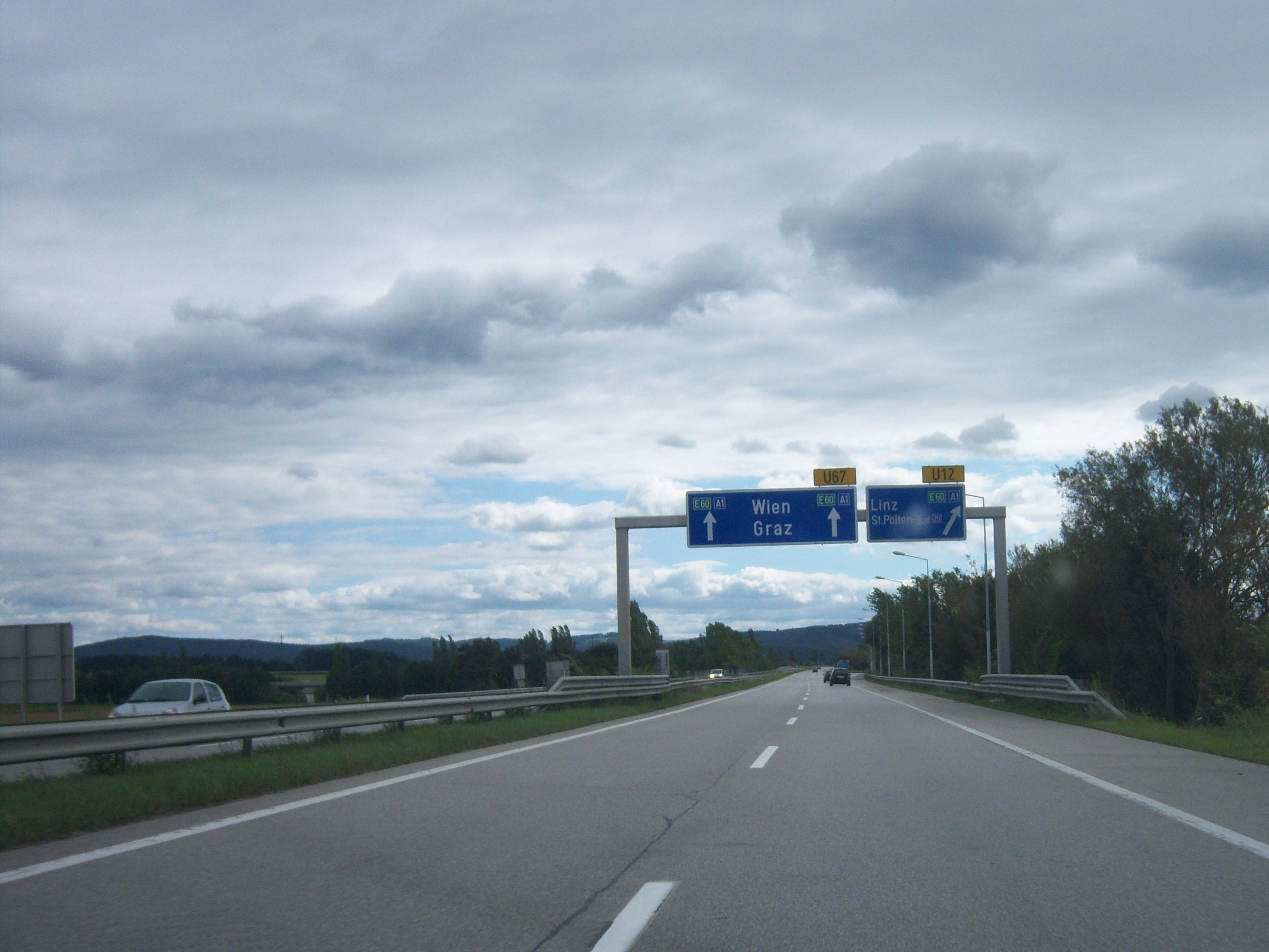
S33 Richtung A1